# Айнутдинов, Сергей Сагитович
Сергей Сагитович Айнутдинов (род. 1953, Москва) — российский режиссёр, сценарист и художник анимационного кино, карикатурист. Живёт и работает в Екатеринбурге. Заслуженный художник Российской Федерации (2014). Член-корреспондент Российской академии художеств (2018).

## Биография
Первая публикация графики в 1978 году в газете «Вечерний Свердловск». В 1976 году окончил Уральский политехнический институт им. С. М. Кирова, в 1989 году — отделение режиссуры анимационного кино Высших курсов сценаристов и режиссёров (мастерская Э. Назарова, Ю. Норштейна, Ф. Хитрука, А. Хржановского).
С 1989 года работает на Свердловской киностудии художником-постановщиком, режиссёром. Участник более 200 международных художественных выставок. Обладатель более 30 международных наград. Занимается книжной иллюстрацией, анимационным кино, видеорекламой. Многие работы находятся в собраниях СХ СССР и РСФСР, в частных коллекциях и галереях ряда зарубежных стран. Яркий представитель уральской школы анимации. Фильмы тяготеют к философской тематике, гротеску, парадоксу.
С 1994 года ведёт курс художников анимационного кино в Екатеринбургском художественном училище им. И. Д. Шадра.
Член Правления Уральского отделения Союза кинематографистов России. Председатель Правления Свердловского отделения Союза художников России.
В 2000—2008 гг. руководитель НП «Детская студия анимации „Аттракцион“».

## Фильмография

### Режиссёр
- 1989 «ФРУ-89. Жертва» (Союзмультфильм)
- 1990 «Аменция» (Св. киностудия)
- 1992 «Аутизм» (Св. киностудия)
- 1993 «Белка… и Стрелка» (Св. киностудия)
- 1994 «Иван и Митрофан в засаде» (студия «Аргус», г. Москва)
- 1995 «Айнудизм» (Св. киностудия)
- 1998 «Шуточный танец» (Св. киностудия)
- 1998 «Слава» (Св. киностудия)
- 2001 «Записки аниматора»
- 2002 «Шаг в сторону»
- 2007 «Ну вот ещё!» (серия «Гора самоцветов»)
- 2008 «Находчивый уралец»
- 2008 «Чудо-пояс»
- 2009 «Лягушка и муравьи» (серия «Гора самоцветов»)
- 2009 «Кто в доме главный»

### Художник-постановщик
- 1989 «Сничи» (Свердловская киностудия)
- 2005 «О чём не знал дедушка» (студия «Снега»)
- Трилогия «Абман зрения»: «Аменция», «Аутизм», «Айнудизм»
- «Иван и Митрофан» (детский сериал студия «Аргус», г. Москва)

## Персональные выставки
- Тренто (Италия), 1995
- Шондорф (Германия), 1995
- Дрезден (Германия), 1995
- Дрезден (Германия) 1996
- Тампере (Финляндия) 1997

## Награды и звания
- Медаль ордена «За заслуги перед Отечеством» II степени (21 апреля 2005 года) — за заслуги в области культуры и искусства, многолетнюю плодотворную деятельность[3]
- Заслуженный художник Российской Федерации (14 августа 2014 года) — за большие заслуги в развитии отечественной культуры и искусства, телерадиовещания, печати, связи и многолетнюю плодотворную деятельность[4][5].
- Член-корреспондент Российской академии художеств (2018).

## Призы
- 1985 — Анкона (Италия), Бьеннале рисунков на спортивную тему. Большая серебряная медаль.
- 1986 — Токио (Япония). Выставка графики. Поощрительная медаль.
- 1987 — Рига (СССР). Выставка графики. Специальный приз жюри.
- 1988 — Лондон (Англия). Выставка графики. Первая премия.
- 1989 — Легница (Польша). Выставка графики. «Золотой карандаш».
- 1990 — Токио (Япония). Выставка графики. Поощрительная медаль.
- 1991 — Каир (Египет). Кинофестиваль. Лучший анимационный фильм — м/ф «Аменция».
- 1991 — Лейпциг (Германия). Кинофестиваль. Приз «Золотой голубь» — м/ф «Аменция».
- 1991 — Анкона (Италия). Бьеннале рисунков на спортивную тему. Малая серебряная медаль.
- 1992 — Эшпиньо (Португалия). Кинофестиваль. Первый приз — м/ф «Аменция».
- 1992 — Москва (СССР). Номинация на приз «Ника».
- 1993 — Гунео (Италия). Выставка графики. «Золотая улитка».
- 1994 — Таллин (Эстония). Международная выставка графики. Специальный приз жюри.
- 1995 — Толентино (Италия). Выставка графики. Приз музея города Толентино.
- 1996 — Москва (Россия). Фестиваль компьютерной графики и анимации. Третья премия — м/ф «Слава».
- 1997 — Таруса (Россия). Открытый Российский фестиваль анимационного кино. Поощрение жюри.
- 1998 — Алма-Ата (Казахстан). Международный кинофестиваль «Евразия». Приз за лучшее изобразительное решение фильма — м/ф «Шуточный танец».
- 1999 — Таруса (Россия). Открытый Российский фестиваль анимационного кино. Приз за развитие национальной темы и красивое художественное решение — м/ф «Шуточный танец».
- 2001 — Казань (Россия). Международная выставка графики. Специальный приз жюри.
- 2003 — Суздаль (Россия). Открытый Российский фестиваль анимационного кино. Специальный приз — м/ф «Шаг в сторону».
- 2004 — Санкт-Петербург (Россия). Международный кинофестиваль «Послание к Человеку». Диплом жюри. И пр.
- 2010 — Анапа (Россия). 15-й Международный фестиваль детского анимационного кино «Золотая рыбка». Приз ВГИК им. С. А. Герасимова «За вклад в анимационную педагогику» присуждён руководителю Детской анимационной студии «Аттракцион» (г. Екатеринбург) Сергею Айнутдинову. Спецприз жюри «Лучшая фольклорная история» — м/ф «Чудо-пояс».[6]